# Farhat Mustafin
Farhat Mustafin (nascut el 7 de setembre de 1950) és un exlluitador rus del Volga d'origen tàrtar, que va competir per la Unió Soviètica en els Jocs Olímpics d'Estiu de 1976, on va guanyar una medalla de bronze en lluita grecoromana com a gall. És el pare de la gimnasta russa Alia Mustafina, medallista d'or en les olimpíades de Londres 2012.